# Muławki

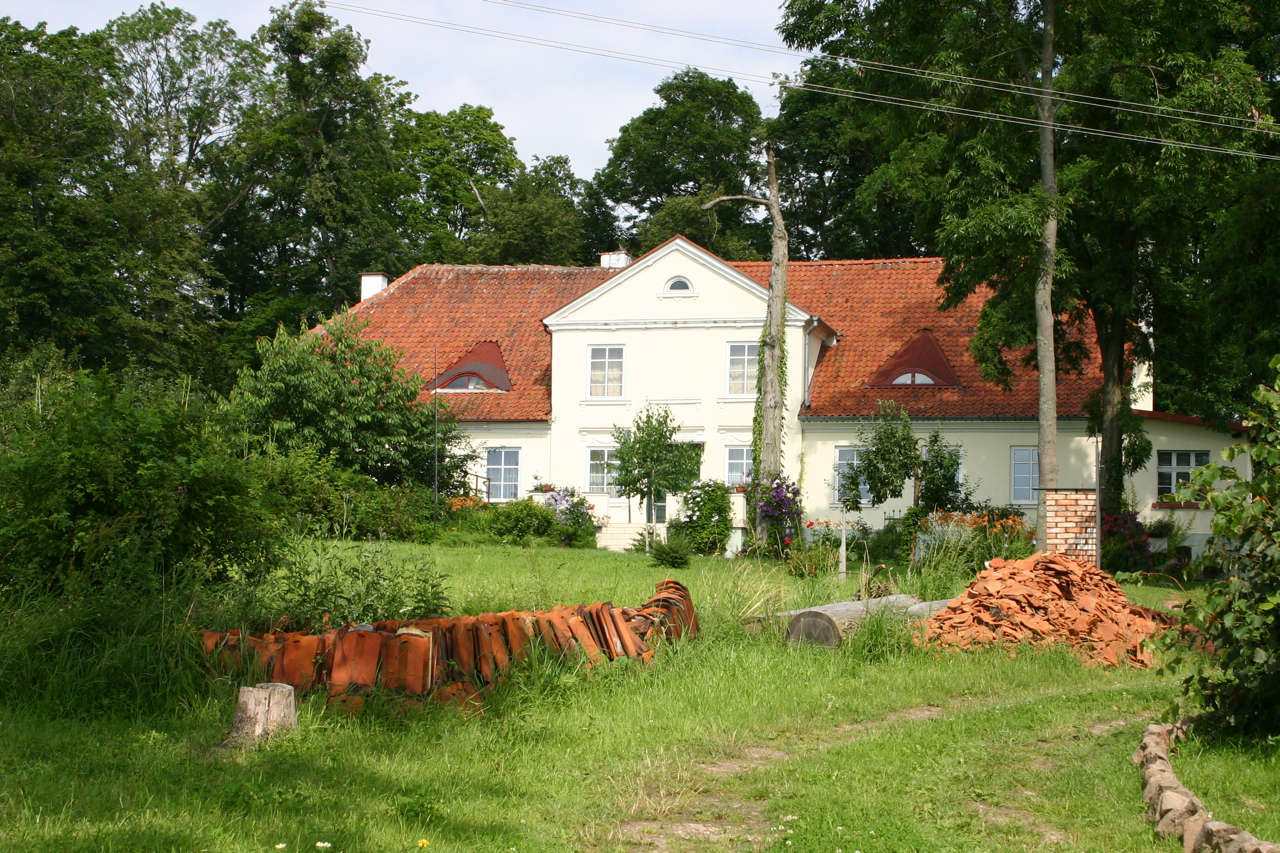
Muławki

Muławki (deutsch Muhlack) ist ein Dorf in Polen in der Wojewodschaft Ermland-Masuren. Das Dorf gehört zum Powiat Kętrzyński in der Landgemeinde Kętrzyn (Rastenburg). Das Dorf bildet ein Schulzenamt (Sołectwo), zu welchem die Ortschaften Grabno (Weitzdorf) und Wymiary (Georgenfelde) gehören.

## Geographie
Muławki liegt im Nordosten Polens, etwa drei Kilometer südwestlich von Kętrzyn. Wymiary liegt etwa einen Kilometer östlich, Grabno zwei Kilometer westlich.

## Geschichte
Muławki wurde 1412 nach Kulmer Recht gegründet. Das Dorf hatte eine Fläche von 44 Hufen. 1817 gab es 38 Gebäude im Dorf. Im Januar 1945 nahm die Rote Armee die Gegend ein und als Folge des Krieges wurde die Gegend Teil Polens. 1970 gab es hier eine vierklassige Grundschule, einen Bibliothekspunkt sowie ein Kino für 40 Personen.

### Einwohnerentwicklung
Nachfolgend die graphische Darstellung der Einwohnerentwicklung.

## Verkehr
In nordwestlicher Richtung führt durch Muławki die Woiwodschaftsstraße 591 (droga wojewódzka 591). Im Norden führt sie nach etwa drei Kilometern durch Kętrzyn und endet nach etwa 30 Kilometern an der Grenze zur russischen Oblast Kaliningrad. Ein Grenzübergang besteht nicht. In südlicher Richtung mündet die Straße nach etwa 20 Kilometern in Mrągowo in der Landesstraße 59 (droga krajowa 59).
Das Dorf verfügt über keinen eigenen Bahnanschluss. Die nächste Bahnstation befindet sich in Kętrzyn. Von dort bietet die PKP Direktverbindungen nach Olsztyn und Posen an.
Der geographisch nächste internationale Flughafen ist der Flughafen Kaliningrad, der sich etwa 100 Kilometer nordwestlich, auf russischem Hoheitsgebiet befindet. Der nächste internationale Flughafen auf polnischem Staatsgebiet ist der etwa 190 Kilometer westlich gelegene Lech-Wałęsa-Flughafen Danzig.